# 戈兰·布涅夫切维奇
戈兰·布涅夫切维奇（羅馬化：Goran Bunjevčević，1973年2月17日—2018年6月28日），塞尔维亚男子足球运动员，场上位置是后卫。他曾代表南联盟参加2000年欧洲足球锦标赛，结果队伍止步八强赛。